# Stećak à Baljvine
Le village de Baljvine, en Bosnie-Herzégovine et dans la municipalité de Mrkonjić Grad, abrite un stećak, un type particulier de tombe médiévale. Il est inscrit sur la liste des monuments nationaux de Bosnie-Herzégovine.